# Rimini-Protokoll

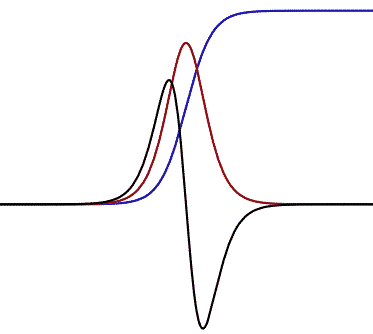
Schema mit der kumulierten Förderung einer endlichen Ressource in blau, der jährlichen Produktionsrate in rot und der Wachstumsrate in schwarz, vgl. mit der logistischer Wachstumskurve

Das Rimini-Protokoll (später in Uppsala-Protokoll umbenannt; auch als engl. Oil Depletion Protocol bekannt) ist ein Vorschlag des Geologen Colin J. Campbell für ein globales, kooperatives Rationierungssystem zur Produktions-, Verbrauchs- und Importreduktion von Erdöl, um die weltweit wachsende Nachfrage nach Erdöl in eine einigermaßen ausgeglichene Balance mit den allmählich knapper und damit teurer werdenden Vorräten zu bringen. Der Vorschlag soll dazu dienen, die möglichen negativen Folgen des sog. Peak-Oil-Phänomens zu mildern und wurde am 5. April 2003 in Rimini auf der Konferenz The Economics of the Noble Path des Pio Manzu Centers vorgetragen.

## Mechanismus
Um dieses Ziel zu erreichen, müssten die Öl importierenden Länder ihre Einfuhren in dem Maße kürzen, wie die Ölreserven zurückgehen. Entsprechend müssten auch die erdölexportierenden Nationen ihre Erdölausfuhren drosseln. Dies würde dazu führen, dass der Ölpreis zwar hoch, aber stabil und damit kalkulierbar bliebe. Damit könne für Erdöl eine Preisumgebung hergestellt werden, die es allen Ländern gleichermaßen erlaube, sich geordnet auf die unvermeidlich kommende und bereits absehbare Zukunft ohne Öl einzustellen. Wenn sich die negative Wachstumsrate des Angebots und der Nachfrage auf dem gleichen Weg bewegen, dann kommt es nicht zu einer Eskalation der Ölpreise, die ansonsten nur auf hohem Preisniveau durch Konsumverzicht zu stabilisieren wären.

## Wortlaut
“1. Ein Staatenkongress soll einberufen werden, um die Frage [der Erschöpfung von Kohlenwasserstoffen] zu erörtern und sich auf ein Abkommen mit folgenden Zielen zu einigen:

a. Gewinnstreben aus der Verknappung zu vermeiden, so dass die Ölpreise in einem vernünftigen Verhältnis zu den Produktionskosten bleiben können;

b. armen Ländern zu ermöglichen, sich ihre Importe zu leisten;

c. destabilisierende Finanzströme zu vermeiden, die durch überhöhte Ölpreise entstehen;

d. um die Verbraucher zu ermutigen, Verschwendung zu vermeiden;

e. um die Entwicklung alternativer Energien zu fördern.

2. Ein solches Abkommen soll in seinen Grundzügen die folgenden Regelungen enthalten:

a. Kein Land darf Öl über seine derzeitige Erschöpfungsrate hinaus fördern, wobei diese definiert ist als jährliche Förderung in Prozent der geschätzten noch zu fördernden Menge;

b. Jedes importierende Land hat seine Importe so weit zu reduzieren, dass sie der derzeitigen weltweiten Erschöpfungsrate entsprechen.

3. Es werden detaillierte Bestimmungen über die Definition von Mineralölkategorien, über Ausnahmen und Qualifikationen sowie über wissenschaftliche Verfahren zur Schätzung der zukünftigen Entdeckung und Förderung vereinbart.
4. Die Unterzeichnerstaaten arbeiten bei der Bereitstellung von Informationen über ihre Reserven zusammen und ermöglichen eine vollständige technische Prüfung, so dass die Erschöpfungsrate genau bestimmt werden kann.
5. Die Länder haben das Recht, im Falle veränderter Umstände einen Einspruch gegen ihre festgesetzte Erschöpfungsrate einzulegen.”